# Gare des Clouzeaux
Gare des Clouzeaux egy bezárt vasútállomás Franciaországban, 
- Les Clouzeaux
- Aubigny-les-Clouzeaux

 településen. Az állomást 1866. december 29-én nyitották meg és 2011 december 10-én szűnt meg a személyforgalom.

## Vasútvonalak
Az állomást az alábbi vasútvonalak érintik:
- Les Sables-d'Olonne–Tours-vasútvonal

## Kapcsolódó állomások
A vasútállomáshoz az alábbi állomások vannak a legközelebb:
- Gare de La Roche-sur-Yon